# Carlos Barbas

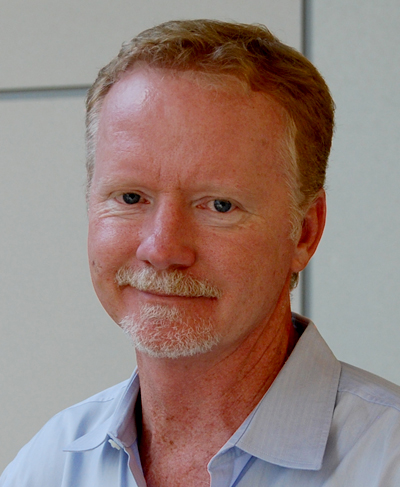
Carlos Barbas - amerikanischer Chemiker

Carlos F. Barbas III (* 5. November 1964; † 24. Juni 2014) war ein US-amerikanischer Chemiker. Er war Professor am Skaggs Institute of Biological Chemistry und Scripps Research Institute (Janet und W. Keith Kellogg II. Professur für Molekularbiologie).

## Leben
Barbas erhielt 1985 seinen Bachelor-Abschluss in Chemie und Physik am Eckerd College, wurde 1989 an der Texas A&M University in Organischer Chemie bei Chi-Huey Wong promoviert und war als Post-Doktorand bei Richard Lerner und Steven Benkovic am Scripps Research Institute und der University of Pennsylvania. 1991 wurde er Assistant Professor, 1995 Associate Professor und 1997 Professor am Scripps Research Institute in der Abteilung Molekularbiologie. 
Barbas war ein führender Wissenschaftler in organischer Katalyse und speziell asymmetrischer Katalyse im Schnittgebiet von Chemie, Biologie und Medizin. Er war an der Entwicklung neuer Medikamente, synthetischer Antikörper und Impfstoffe zum Beispiel für Krebs-Therapie und HIV beteiligt.
Er entwickelte eine Methode, Zinkfingerproteine gezielt als Transkriptionsfaktoren zu konfigurieren. Die Methode hat vielfältige Anwendungen auf die Entwicklung neuer Medikamente.
Mit Kandasamy Sakthivel entwickelte er 1998 modifizierte DNA-Formen, die mehr Spielraum bei der Entwicklung von DNA-Enzymen liefern, aber noch mit PCR vervielfältigbar sind.
Außerdem entwickelte er einen neuen einfachen Syntheseweg pharmazeutisch interessanter Aminosäuren (zum Beispiel für Beta-Laktam-Antibiotika oder Protease-Blocker bei HIV), unter Verwendung der Aminosäure L-Prolin. Die Synthese verläuft enantiomerenselektiv.
Er war Gründer von CovX Pharmaceuticals und Zyngenia Inc. und Mitgründer von Prolifaron Inc.
Seit 1992 leitete er den Kurs Phage Display of Proteins and Peptids am Cold Spring Harbor Laboratory.
Er erhielt den Arthur C. Cope Scholar Award und 2009 den Tetrahedon Young Investigator Award in Bioorganischer und Medizinischer Chemie. 1992 bis 1995 war er Scholar der American Foundation for Aids Research. Er gehörte ab 2003 zu den ISI Highly Cited Researchers.
Barbas starb am 24. Juni 2014 an den Folgen einer seltenen Form von Schilddrüsenkrebs.

## Schriften
- mit R. R. Beerli: Engineering Polydactyl Zinc Finger Transcription Factors. Nature Biotechnology, 20, 2002, S. 135
- mit D. Shabat, H. N. Lode, U. Pertl, R. A. Reisfeld, C. Rader, R. A. Lerner: In vivo activity in a catalytic antibody-prodrug system: antibody catalyzed etoposide prodrug activation for selective chemotherapy. Proc. Natl. Acad. Sci. USA, 98, 2001, S. 7528
- mit W. Notz, F. Tanaka: Enamine-based organocatalysis with proline and diamines: The development of Direct Catalytic Asymmetric Aldol, Mannich, Michael, and Diels-Alder Reactions, Accounts of Chemical Research, 37, 2004, 580–591.
- mit C. Rader, S. C. Sinha, M. Popkov, R. A. Lerner:  Chemically programmed monoclonal antibodies for cancer therapy: Adaptor immunotherapy based on a covalent antibody catalyst. Proc. Nat. Acad. Sci. USA, 100, 2003, S. 5396–5400.